# Plopeni, Suceava
Plopeni este o localitate componentă a orașului Salcea din județul Suceava, Moldova, România.

## Geografie
Satul Plopeni este așezat în Podișul Dragomirnei, subunitate a Podișului Sucevei, într-o regiune climatică specifică dealurilor joase, la care se adaugă influențele scandinavo-baltice. Poziționată în vecinătatea municipiului Suceava, reședința județului cu același nume, localitatea este străbătută de DN 29, care asigură legătura cu municipiul Botoșani.  
Plopenii, în schimb, datorită populării cu iobagi din satele boierilor Balș din ținutul Hotinului și din cel al Cernăuților, erau mult mai populați, avea și biserică, și curte boierească (arsă, de eteriști, în 1821), drumul spre Botoșani trecând prin spatele bisericii, nu ca astăzi, când trece printre biserică și cimitir.
Chiar și Salcea însemna un sătuleț cu vreo treizeci de case, incluzând și conacul boieresc, aflat, ca și Plopenii, ca și Merenii, în mijlocul unor întinse păduri. Un călător străin, Georg Lauterer, care trecea, în 11 noiembrie 1782,  prin Salcea și prin Plopeni,  venind dinspre Iași, prin Botoșani, menționa „niște drumuri proaste”, și faptul că  Plopenii erau un sat „așezat pe deal, într-un ținut păduros”, vama austriacă spre Suceava aflându-se, atunci, la Tișăuți, râul Suceava fiind traversat de „un pod construit pe trei piloți” (Călători, X, partea I, p. 333).În 8 septembrie 1764, vornicul Lupu Balș, cu aprobarea ierarhilor vremii, face un schimb de moșii, primind Merenii, aflați „în hotar cu moșia sa Plopenii”, „măcar că Merenii sunt oarece mai lați, dar este moșie mai scurtă”, cheltuind o mie de lei pentru construirea unei mori, lângă care ridicase și o cârciumă.
În 2 septembrie 1664 (7173), Alecsandra Stolniceasa, sora răposatului Iorga Postelnicul, și cu fiul ei, Toderașco vând Plopenii lui „Ursachie Clucearul cel Mare”, pentru 500 lei bătuți, prima întăritură a vânzării datând din 12 decembrie 1664. Printre martori, se afla și Miron Costin.
Conform mărturiei duhovnicului lui Ursachi, ieromonahul Cozma, egumen al mănăstirii Ocna (ctitoria lui Ursachi), din 1692 (7200), Ursache ar fi dat Plopenii nepotului său, Constantin Ursachi, în contul unor datorii.
Boierul Ion Balș, ctitorul bisericii din Plopeni, îngropat în curtea bisericii, era frate cu Andrei, cu Pavel și cu Anița.

## Obiective turistice
- Biserica Adormirea Maicii Domnului din Plopeni - monument istoric construit în 1753 de boierul Lupu Balș și soția sa, Safta

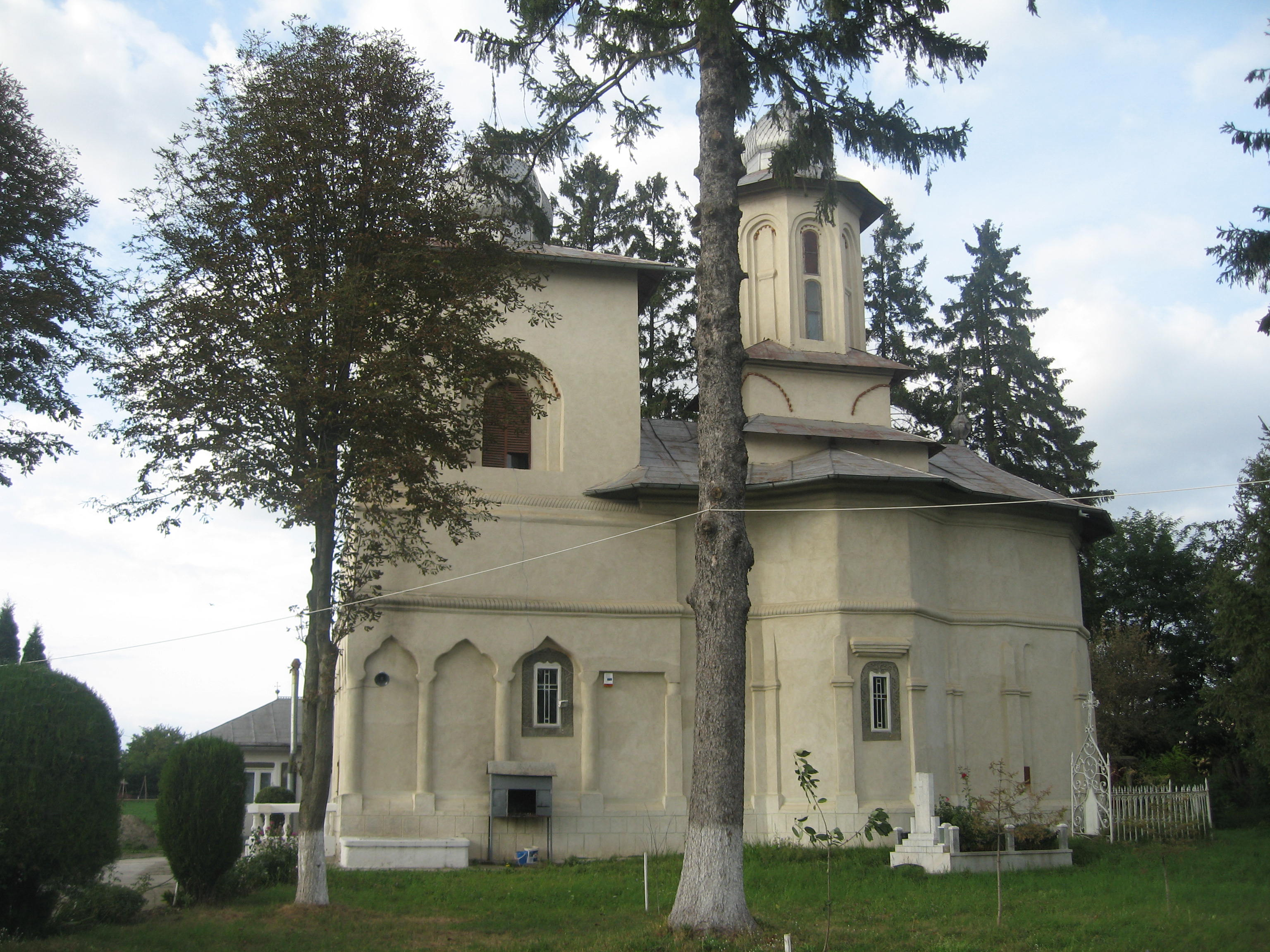

 Acest articol despre o localitate din județul Suceava este deocamdată un ciot. Puteți ajuta Wikipedia prin completarea lui.